# Герб Южного Судана
Герб Ю́жного Суда́на — один из официальных символов Республики Южный Судан. Проект герба был одобрен кабинетом автономного правительства Южного Судана в апреле 2011 года.
Основной элемент эмблемы — орлан-крикун с расправленными крыльями, глядящий на своё правое плечо. Перед ним изображены щит и скрещённые копьё и лопата. В когтях орлан держит свиток с названием государства. Над названием государства в нижней части герба располагается с надпись «Justice, Liberty, Prosperity».

## Символика
Орлан на гербе символизирует силу и зоркость, щит и копьё — готовность к защите государства, а лопата — готовность трудиться, чтобы накормить население.

## История герба
|  | Неофициальный герб Южного Судана 2005—2011 гг. До провозглашения независимости страны, очень часто употреблялся герб, построенный по модели символов соседних Кении и Уганды. Щит традиционной африканской формы повторяет рисунок флага Южного Судана — дважды рассечен на чёрный, червленый и зелёный, разделенные тонкими серебряными полосками; в главе синий треугольник с золотой пятиконечной звездой. За щитом два африканских копья накрест. Щитодержателями выступали птица китоглав и чёрный носорог, стоящие на чёрном подножии с зелеными растениями с водным потоком в центре. На девизной ленте внизу начертано: «Справедливость, Равенство, Достоинство». |
|  | Эмблема правительства Южного Судана 2005—2011 До провозглашения независимости 9 июля 2011 официальной эмблемой автономного региона Южный Судан являлся герб Судана — птица-секретарь. Внешнее кольцо эмблемы содержало надписи «ПРАВИТЕЛЬСТВО ЮЖНОГО СУДАНА» (англ. GOVERNMENT OF SOUTHERN SUDAN) и GOSS. |
|  | Печать Южного Судана |